# Независимая любительская хоккейная лига
Независимая любительская хоккейная лига (NAHL — латыш. Neatkarīga amatieru hokeja līga, англ. Independent amateur hockey league, Рига, Латвия) — крупнейшая федерация любительского хоккея в странах Балтии. Объединяет более 80 команд и около 2400 игроков в 8 лигах.
Современная история любительского хоккея началась в 1996 году, когда Латвийская национальная сборная по хоккею вернулась в высший дивизион чемпионата мира по хоккею. Возможно, этот факт ключевым в дальнейшем развитии любительского хоккея в Латвии.
В конце лета в 1996 году группа энтузиастов решила объединить неорганизованные группы игроков-любителей хоккея и организовать их первый чемпионат по хоккею среди любительских команд. В турнире приняли участие 7 команд: «Krāsainie Lējumi», «Bauska-Inčukalns», «Tiesneši», «Ledus Vaboles», «Vakara Ziņas», «Balsts», «RTU». В первом сезоне 1997/1998 приняли участие уже 16 команд в двух группах.
В настоящее время NAHL объединяет 80 любительских команд, которые делятся, в зависимости от их уровня на 6 лиг, плюс 2 старожила лиги разделены на группы А (экс-профессионалов) и В (любители). Есть также латвийские региональные группы — их число около 200.
Соревнования проводятся на 10 ледовых аренах.
Почти все команды используют услуги профессиональных тренеров. В соревнованиях лиги и их организации принимали участие такие известные хоккеисты, как Хелмут Балдерис, Олег Знарок, Анатолий Емельяненко, Сергей Повечеровскис, Юрис Опулскис, Александр Керс.
Одним из проектов лиги является турнир Open Ice Riga.
В турнирах NAHL принимали участие команды многих латвийских предприятий, компаний и финансовых институтов, в том числе Swedbank, Parex, Aizkraukles Banka, Rietumu Banka, Latvijas Biznesa Banka, Lattelecom, LMT, Latvijas Pasts, Balva, Monarh, RER, Rīgas Satiksme, ASK, Sāga.